# Sherri Saum
Sherri M. Saum (Dayton, 1 oktober 1974) is een Amerikaans actrice. Ze is vooral bekend door haar rol Vanessa Hart in de soapserie Sunset Beach, en door haar rol Natalie in de televisieserie Rescue Me.

## Biografie
Saum is een dochter van een Duitse moeder en een Afro-Amerikaanse vader. Vanaf mei 2007 tot zijn dood in december 2023 was zij getrouwd met Kamar de los Reyes. Het paar kreeg in 2014 een tweeling.

## Filmografie

### Films
- 2011 Grace – als Shay Grace Davis
- 2010 Ten Stories Tall – als Susan
- 2009 Relative Stranger – als Nicole Tate
- 2006 Drift – als Luna
- 2005 Love & Suicide – als Georgina
- 2003 Finding Home – als Candace
- 2003 Anne B. Real – als Janet Gimenez

### Televisieseries
Alleen televisieseries met minimaal twee afleveringen.
- 2020 - 2022 Locke & Key - als Ellie Whedon - 18 afl.
- 2013 - 2018 The Fosters - als Lena Adam Foster - 104 afl.
- 2009 – 2010 Gossip Girl – als Holland Kemble – 4 afl.
- 2009 In Treatment – als Bess – 6 afl.
- 2006 – 2007 Rescue Me – als Natalie – 15 afl.
- 2001 – 2003 One Life to Live – als Keri Reynolds - ? afl.
- 1999 – 2001 Beggars and Choosers – als Casey Lenox – 29 afl.
- 1997 – 1999 Sunset Beach – als Vanessa Hart – 281 afl.